# 矢作製鉄
矢作製鉄株式会社（やはぎせいてつ）は、かつて名古屋市を拠点に活動していた鉄鋼メーカーである。
1937年（昭和12年）設立。当初は鋳物用銑鉄のメーカーであったが、1960年代にフェロアロイ（合金鉄）の製造を始めた。1990年代初頭に製造部門を分離してからは鉄鋼商社に転じ、1998年（平成10年）には株式会社ヤハギ (Yahagi Corporation) に社名を変更したが、同年9月に破産した。

## 概要
1937年12月、電力会社の矢作水力から供給される電力と、同社系列の矢作工業（現・東亞合成）から供給される副産物の硫酸滓を有効利用して銑鉄を製造することを目的に、矢作水力の系列企業として設立された。2年後の1939年（昭和14年）に電気炉が稼動し、鉄鋼メーカーとして鋳物用銑鉄の製造を開始した。
戦後、矢作製鉄は鋳物用銑鉄メーカーとして発展し、1959年（昭和34年）に名古屋証券取引所、1961年（昭和36年）には大阪証券取引所、次いで東京証券取引所に株式を上場した（証券コードは5544）。1962年（昭和37年）には小型ながらも高炉を建設し、銑鉄の増産を図った。この結果、1969年度の時点で矢作製鉄は、富士製鐵（現・日本製鉄）・尼崎製鉄（現・神戸製鋼所）・八幡製鐵（現・日本製鉄）という大手メーカーに次ぐ日本で第4位の規模の鋳物用銑鉄メーカーとなった。また、1968年（昭和43年）からは銑鉄に加えてフェロシリコン（合金鉄の一種）の本格製造を開始し、合金鉄メーカーも兼ねるようになった。
しかし、オイルショックやその後の不況により経営が悪化する。1980年代後半から1990年代初頭にかけて、フェロマンガン生産開始、輸入品に対して競争力がなくなったフェロシリコンの生産停止、リサイクル事業の本格化などを実施し、1992年（平成4年）には製造部門を分離してメーカーから商社に転換した（ただし商社部門の他にも、エンジニアリング部門が残っていた）。それでもなお債務超過で経営危機が続いたため、1994年（平成6年）2月に電気炉メーカーの共英製鋼と業務提携し、経営の建て直しを図ることになった。提携により、矢作製鉄は共英製鋼の子会社となった。提携直後の同年6月に高炉が老朽化により停止する事故が発生してフェロマンガンや銑鉄などの主力製品を製造できなくなったために収入が大幅に減少するが、共英製鋼との提携により工事の受注が増加してエンジニアリング部門が伸長、これに加え債務整理を実施したため一旦経営が改善した。
しかし共英製鋼との提携は長く続かず、1997年（平成9年）7月に株式公開買付け（TOB）により新たにキョクイチ（現・トムス・エンタテインメント）が筆頭株主となった。この影響で矢作製鉄は非鉄鋼の新規事業への参入を目指すことになる。そこで1998年1月に株式会社ヤハギへと社名を変更した。まず人材派遣事業に参入するため、1998年2月に人材派遣事業者を吸収合併するが、3月にはキョクイチがヤハギの株式を売却した。このような経営主体の度重なる異動で経営が混乱し、新規事業参入の経費もあって再び経営が悪化していった。さらに、7月には不明朗な手形の発行疑惑が浮上。対外信用の悪化や株価の下落を招き、資金繰りが極度に悪化した。このため同年8月にエンジニアリング部門を除く鉄鋼部門の休止を決定するが、「事業の主要部分の停止」と見なされ各証券取引所でヤハギの株式は監理ポストに移された。そして資金繰りの目処がつかなくなったため、同年9月18日、取締役会での決定を経ない準自己破産の形をとって破産した。負債総額は約36億円であった。

## 年表
- 1937年12月28日 - 矢作製鉄株式会社創立総会。初代社長は福澤駒吉。
- 1938年1月21日 - 設立登記。株主は矢作水力（出資比率 88.95%）と大同電気製鋼所（10.00%、後の大同製鋼、現・大同特殊鋼）。
- 1939年
  - 6月 - 電気炉の操業を開始し、鋳物用銑鉄の製造を開始。
  - 11月 - 鉄源の安定確保のため、利根鉱山[4]に磁鉄鉱の鉱区を設定。
- 1941年8月 - 矢作水力に代わって大同製鋼が筆頭株主に（出資比率98.80%）。9月に社長が福澤から大同製鋼の下出義雄に交代。
- 1943年11月 - 鋳物工場を新設。自社銑鉄により、鋳物の機械部品の製造を開始。
- 1947年10月 - 利根鉱山閉山。
- 1949年8月 - 集排法の適用により、大同製鋼が矢作製鉄の株式を日興証券（出資比率 40%）や役員に譲渡。
- 1951年7月 - 増資に伴い、東亞合成化学工業（現・東亞合成）が筆頭株主に（出資比率は15%前後）。
- 1953年11月 - スラグの有効活用を狙って、珪酸肥料（ケイ酸カルシウム）の製造を開始。
- 1959年5月 - 名古屋証券取引所に上場。
- 1961年
  - 5月 - 大阪証券取引所に上場。
  - 10月 - 東京証券取引所に上場。
- 1962年4月 - 小型高炉を新設し、銑鉄生産を高炉に切り替え。
- 1968年5月 - フェロシリコンの本格生産・外部販売を開始。
- 1972年3月 - 鋳造部門を分離し、矢作鋳造株式会社を設立。
- 1977年2月 - 設備の設計・建設・修理を担当するエンジニアリング部門を分離し、矢作エンジニアリング株式会社を設立。
- 1983年4月 - コンピューター部門を分離し、株式会社矢作コンピューターサービスを設立。
- 1989年3月 - フェロマンガンの生産を開始（高炉による）。
- 1991年
  - 8月 - 矢作鋳造が鋳物製造を中止（1996年2月同社解散）。矢作エンジニアリングを吸収合併。
  - 10月 - ステンレス鋼用鉄源を製造するリサイクル事業を開始。
- 1992年12月 - 銑鉄・合金鉄・肥料生産設備の現物出資により、株式会社昭和メタルを設立。生産を委託。
- 1993年12月 - リサイクル事業用設備を昭和メタルへ移管し生産を委託。商社部門・エンジニアリング部門のみ矢作製鉄本体に残った。
- 1994年
  - 2月 - 共英製鋼と業務提携。
  - 4月 - 昭和メタル・矢作コンピューターサービスなど子会社の株式を売却。
  - 5月 - 共英製鋼関連の工事の受注を開始。
  - 6月 - 共英製鋼が資本参加（出資比率51%）。昭和メタル保有の高炉が停止し、フェロマンガンなどの生産を停止（鋳物用銑鉄生産はしばらく継続）。
  - 11月 - 鋳物事業でベトナムに進出。
- 1996年7月 - 同年5月に設立した矢作リサイクル株式会社と矢作ケイカル株式会社に、リサイクル部門と肥料部門の生産委託を切り替え。
- 1997年7月 - TOBによりキョクイチが筆頭株主に。共英製鋼との提携が事実上終了。
- 1998年
  - 1月1日 - 株式会社ヤハギに社名変更。
  - 2月 - 人材派遣事業者を吸収合併し、同事業に参入。合併に伴いパソナが資本参加。
  - 3月 - キョクイチがヤハギの株式を売却。
  - 8月19日 - 鉄鋼部門（商事・肥料・リサイクル部門）の中止を発表。その直後、監理ポストへ移行。
  - 9月18日 - 破産（準自己破産）。
    - 子会社として残っていた矢作ケイカルは同年12月まで事業を継続して解散。矢作リサイクルは荏原製作所の支援により中部リサイクル株式会社として継続している。

  - 10月3日 - 上場廃止。